# Список персонажей телесериала «Как я встретил вашу маму»
Эта статья рассказывает о персонажах телесериала «Как я встретил вашу маму».

Слева направо: Тед, Робин, Барни, Маршалл, Лили.

## Главные герои

### Профессор Теодор «Тед» Мосби

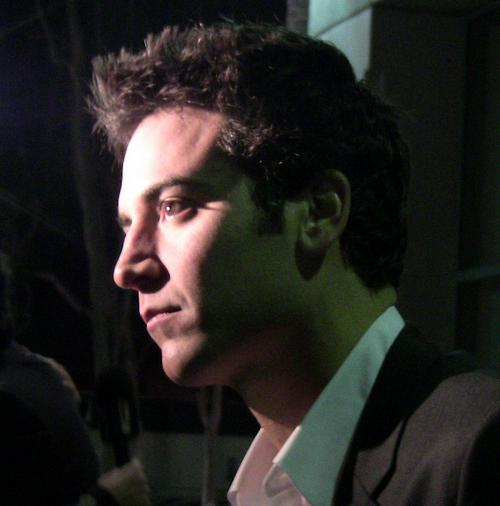
Джош Рэднор

Теодор Эвелин Мосби (англ. Theodore Evelyn Mosby, исполнитель роли — Джош Рэднор). Родился 25 апреля 1978 года в городе Шейкер Хейтс в штате Огайо, США. Тед встретил Маршалла и Лили во время их обучения на первом курсе в Университете Уэсли. Он вырос вместе со своей младшей сестрой, и родителями. Тед всегда мечтал быть знаменитым архитектором, и провел годы в одной из ведущих фирм Нью-Йорка, перед тем как, открыл свою собственную. После неудачной попытки создать свою собственную фирму, Тед идёт преподавать в Колумбийский университет, где он почти встречает свою будущую жену. Тед регулярно исправляет мелкие речевые ошибки (в основном, произношение и грамматика) людей и любит ар-деко архитектуру, особенно Эмпайр Стейт Билдинг.

### Маршалл Эриксен

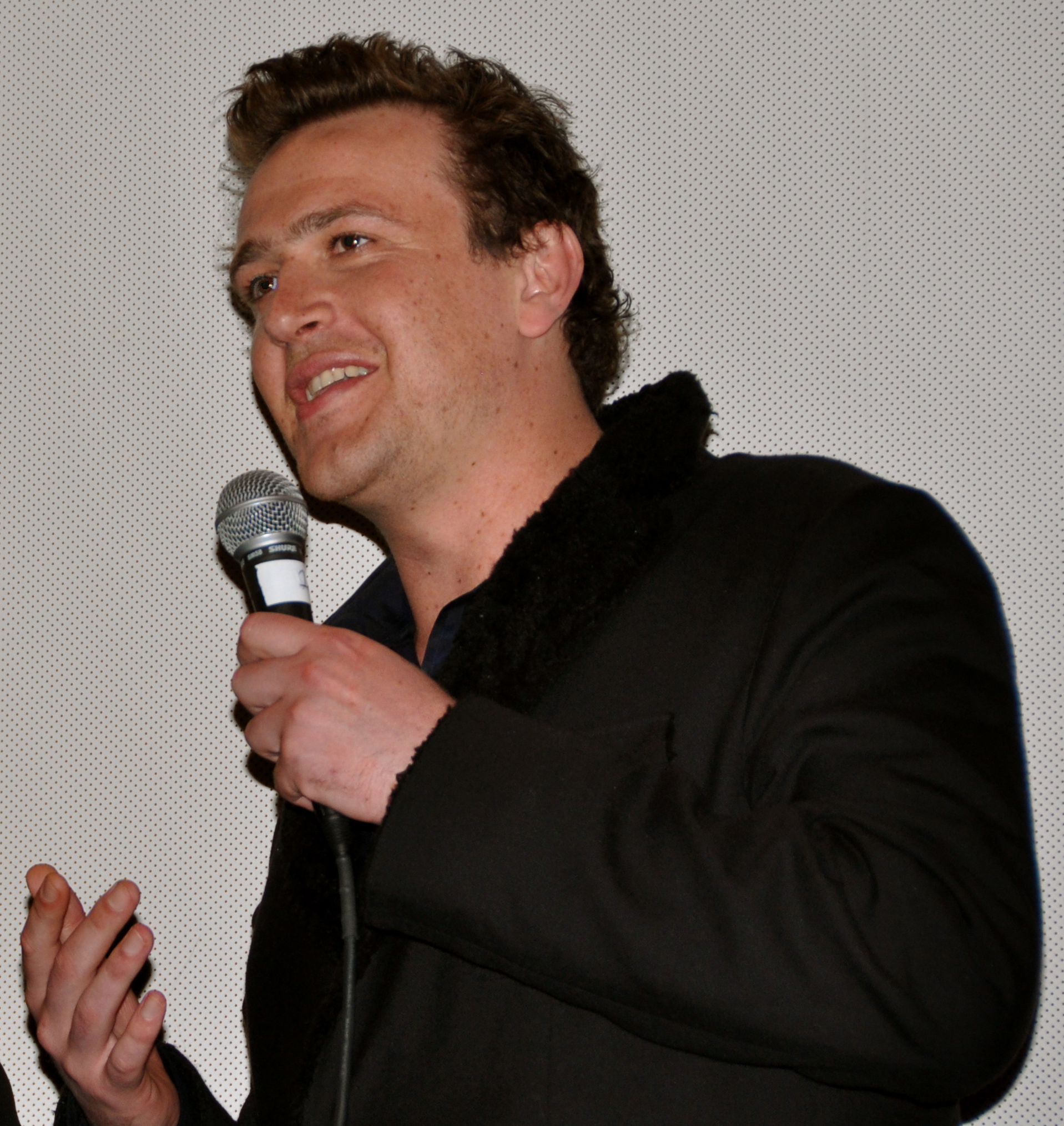
Джейсон Сигел

Маршалл Эриксен (англ. Marshall Eriksen, исполнитель роли — Джейсон Сигел). Родился в 1978 году городе Сент-Клауд в штате Миннесота, США. Маршалл встретил Тэда и Лили во время их обучения на первом курсе в Университете Уэсли. Он выпускник Колумбийской Юридической школы. Даже при его росте в 6 футов и 4 дюйма (193 см), он является самым низким БОЛЬШИМ человеком. В конце концов, он согласился на работу в корпоративной юридической фирме, где его клиент — парк аттракционов изобилующий различными нарушениями безопасности. Позднее он присоединяется к группе юристов из Национального Банка «Голиаф», где так же работает Барни. Маршалл вырос с двумя старшими братьями, с которыми устраивали любительские бои без правил, поэтому он очень хорошо дерётся. Но, несмотря на это, часто показывает свою мягкость и чуткость, порой граничащую с женоподобием (любит сериал «Секс в большом городе», посещал собрание книголюбов). Маршалл проявляет крайнюю степень интереса к паранормальным явлениям. Наиболее интересны для него Снежный человек и Лох-Несское чудовище (или, как он её называет «она», «Несси»).

### Лили Олдрин

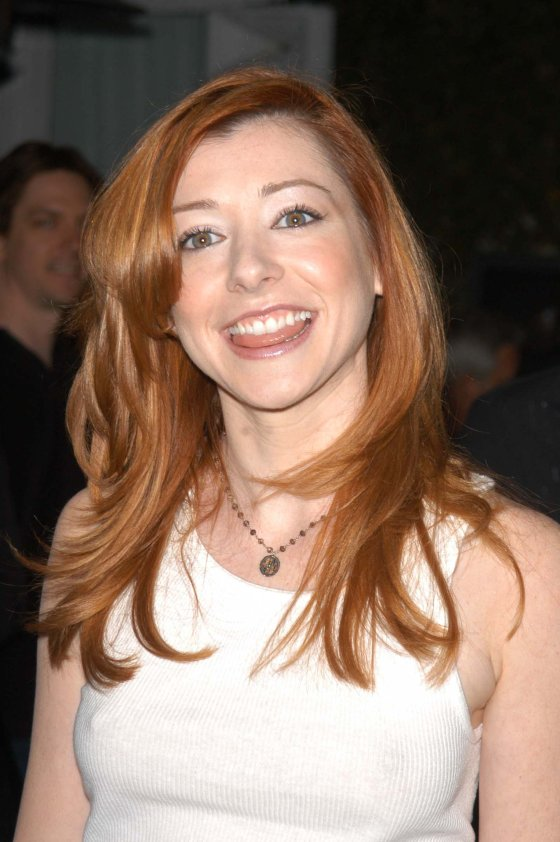
Элисон Ханниган

Лили Олдрин (англ. Lily Aldrin, исполнитель роли — Элисон Ханниган). Родилась в 1978 году, выросла в Бруклине, Нью-Йорк. Лили работает воспитателем в детском саду. Лили увлечена живописью, из-за мечты стать художницей в конце первого сезона разорвала помолвку с Маршаллом. Впрочем, она довольно быстро вернулась. Их с Маршаллом свадьба проходит в конце 2-го сезона. Она также имеет огромный долг в кредитной компании, потому что иногда импульсивно покупает вещи. Она скрывала это от Маршалла, пока они не решили взять квартиру в ипотеку. Тогда же выясняется, что её картины имеет успокаивающее действие на животных (кроме птиц). Лили совершенно не умеет хранить секреты, но, несмотря на это, она очень заботливый человек и часто совершает поступки на благо своих друзей. В сериале иногда встречаются намёки на бисексуальность Лили. Это связано с тем, что одной из предыдущих ролей Элисон Ханниган была бисексуальная колдунья Уиллоу Розенберг из телесериала Баффи — истребительница вампиров.

### Робин Щербатски

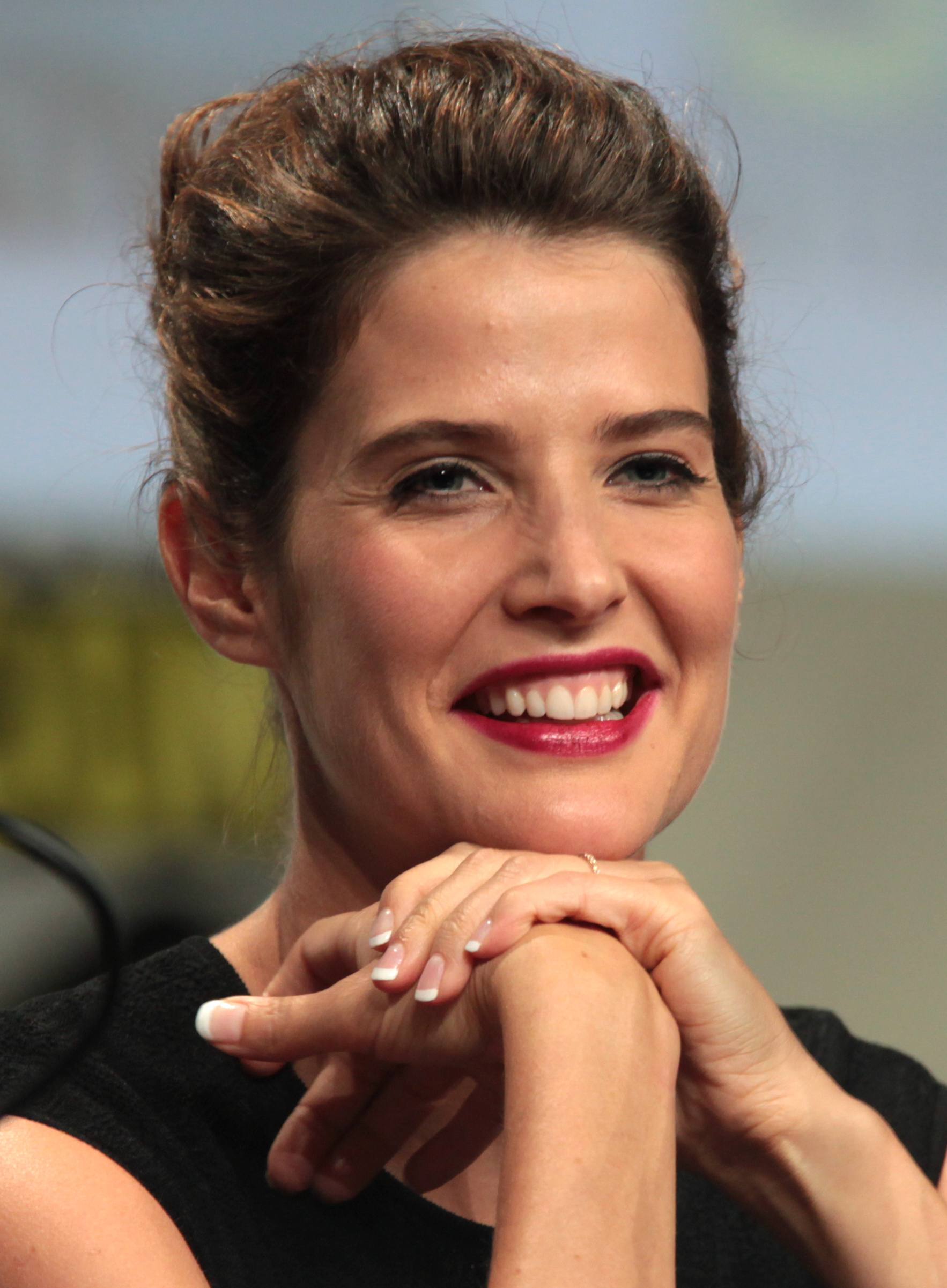
Коби Смолдерс

Робин Чарльз Щербатски Младшая (англ. Robin Charles Scherbatsky Jr., исполнитель роли — Коби Смолдерс) родилась 23 июля 1980 года в Канаде. Так как отец Робин хотел сына, она воспитывалась «пацанкой» — она любит виски, сигары и оружие. В 1990-е годы она была поп-звездой в Канаде под псевдонимом Робин Спарклз. Робин занимается журналистикой, работала ведущей минимум в трёх передачах. Лучшая подруга Лили. Тед знакомится с ней в пилотной серии и понимает, что влюблен в неё. Начинают встречаться во втором сезоне, но в конце все же расстаются из-за разногласий в отношении планов на будущее. Через несколько лет начинает встречаться с Барни. Он делает ей предложение в 12 серии 8-го сезона и женятся в 22 серии 9-го сезона. Но спустя три года они разводятся и после этого Робин решает посвятить всю свою жизнь карьере. В финальных сценах Тед приходит к её квартире с французским горном «Пенисом Смурфа» и они радостно смотрят друг на друга.

### Барни Стинсон

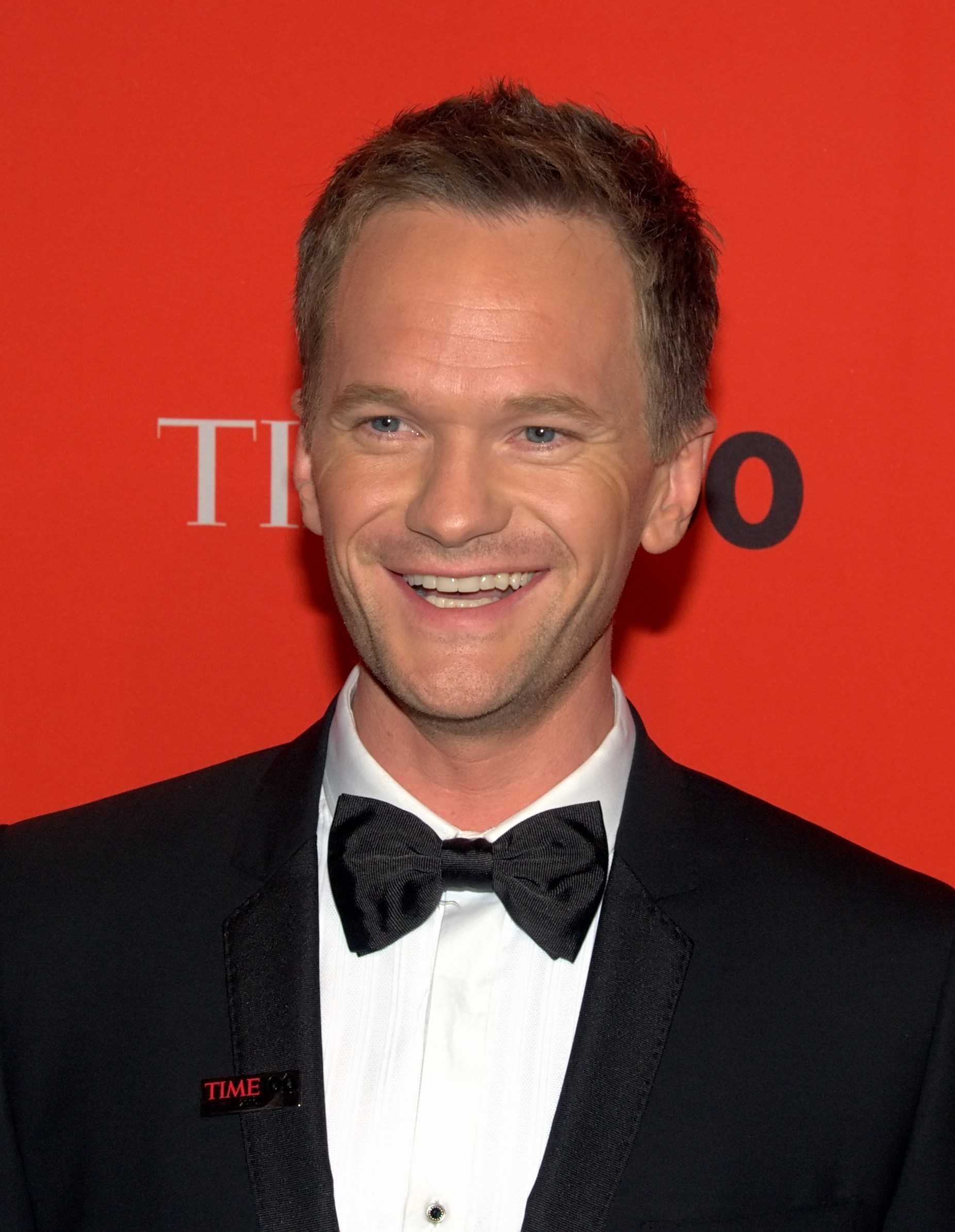
Нил Патрик Харрис

Барни Стинсон (англ. Barney Stinson, исполнитель роли — Нил Патрик Харрис). Барни бабник, носит костюмы, любит играть в Лазертэг и выполнять фокусы, часто с огнём. Коронная фраза Барни «Legen… wait for it… dary!» (Леген… подожди, подожди… дарно). Родился в 1975 году. Барни был помолвлен с девушкой в колледже, и когда она порвала с ним (оставив его девственником), чёрный брат (который позже стал геем) организовал для него потерю девственности. Женщина, с которой он потерял девственность, назвала его лучшим любовником в её жизни, по просьбе его брата. До потери девственности, Барни был длинноволосым хиппи с планами вступить в Корпус мира. Сейчас он работает в Национальном Банке «Голиаф», на должности главы поисковой комиссии. В четвёртом сезоне, было показано, что у него чувства к Робин, которые развивались после их свидания.

### Трейси МакКоннелл

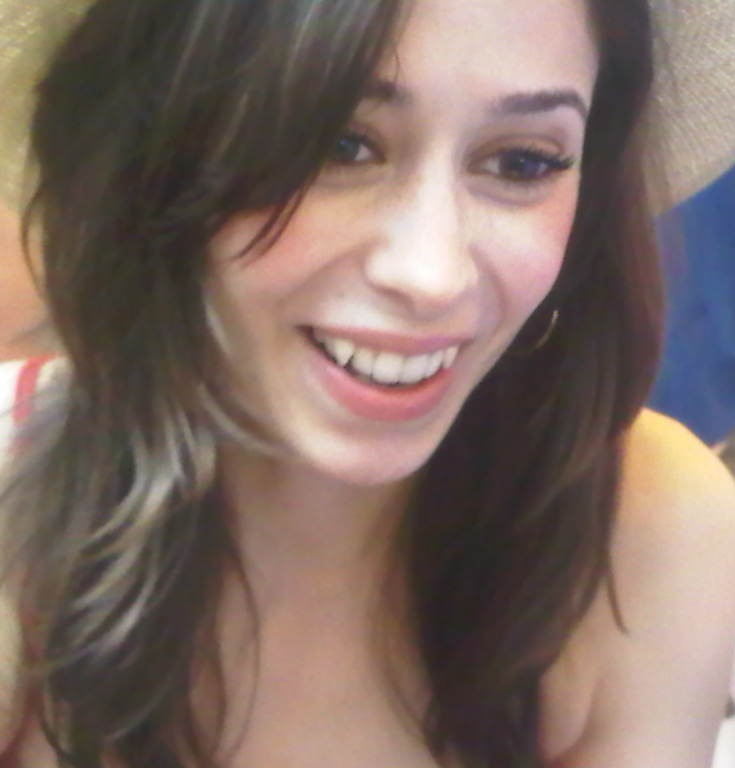
Кристин Милиоти

«Будущая жена Теда» длительное время была невидимым персонажем. Младше Теда на 6 лет. Настоящий Тед не встретил её, в то время как будущий Тед мало говорит о ней. В 9 серии 1 сезона есть намёк на имя будущей жены Теда: в день Благодарения стриптизерша Эмбер признаётся, что её настоящее имя — Трейси; сразу после этих слов Тед говорит детям «И вот так, детки, я встретил вашу маму», но это оказывается шуткой, реальный смысл которой выясняется позже, когда становится известно имя «Мамы». Кроме того, в одном из эпизодов выясняется, что Тед нашёл жёлтый зонтик, принадлежащий его будущей жене, присутствовавшей на той же вечеринке в честь Дня Святого Патрика. Стелла (Сара Чок) упоминает мимоходом, когда Тед приглашает её на вечеринку, на что она отвечает, что была только один раз в этом году на вечеринке, которая была в честь Дня Святого Патрика, намекая, что жёлтый зонтик мог быть её (это позже оказалось ложным). Будущий Тед говорит, что его жена брюнетка, однако собирался жениться на Стелле, у которой светлые волосы (у его детей, как и у Теда тёмные волосы). В первый день работы, как профессор Мосби, он по ошибке стоит перед аудиторией студентов-экономистов, среди которых есть и его будущая жена.  Также, Тед встречался с аспиранткой по имени Синди (Рэйчел Билсон), чья соседка по комнате является будущей женой Теда. Тед в квартире Синди и её соседки, он поднимает многие вещи, которые являются ему близки, которые на самом деле принадлежат соседке, а когда уже уходит — видит «сверкающую пятку» соседки, когда та исчезает в своей комнате после принятия душа. В 1 серии 6 сезона Тед говорит, что встретил будущую жену на свадьбе, а в 18 серии 6 сезона Тед говорит, что был на той свадьбе шафером. Позже стало известно, что это свадьба Барни и Робин. В 1 серии 8 сезона стало ясно, что Мама играет на бас-гитаре и будет присутствовать на свадьбе в качестве музыканта. В последней серии 8 сезона раскрывается лицо девушки с жёлтым зонтом. Её играет Кристин Милиоти (англ. Cristin Milioti). В 1 серии 9 сезона, Лили знакомится в поезде с той самой девушкой. Это подтверждают слова Теда: «И вот так, дети, тетя Лили познакомилась с вашей мамой». Похожая фраза: «И вот так, дети, Маршалл встретил Вашу маму» звучит и в 13 серии 9 сезона. Постоянно на экране «Будущая жена Теда» стала появляться в девятом сезоне и присоединилась к основному актёрскому составу, начиная с 16 серии «Как ваша мама встретила меня» (англ. «How Your Mother Met Me»).

## Второстепенные герои

### Сын и дочь Теда
О них не так много известно, кроме того, что они до сих пор не знают всех событий, которые привели к встрече Теда и их матери. Также известно, что эти события происходят в 2030 году, это означает, что они, вероятно, родились примерно в начале 2010-х годов. В возрасте двадцати лет Тед хотел, чтобы его детей звали Люк и Лея. В 21 эпизоде 1 сезона (англ. Milk) Теда заставляют клясться «нерожденными сыном и дочерью», на что он ответил: «Я клянусь Люком и Леей». Очевидно, это отсылка к «Звёздным войнам». Дочь играет Линдси Фонсека, и сына играет Дэвид Хенри. В 7 сезоне стало известно, что дочь родится в 2015. Позже становится известно, что их зовут Пенни и Люк. Люк родился в 2017.

### Карл
Карл МакЛарен (англ. Carl MacLaren, исполнитель роли — Джо Нивс). Бармен в баре «МакЛаренс» (англ. MacLarens), который является любимым главными героями. В пилотной серии, он встречался с ливанкой. В другом эпизоде он пишет свой телефон на руке очень пьяного Теда, чтобы ему позвонили, если Тед потеряется. Хотя в сериале никогда не говорили, но фамилия Карла МакЛарен (отсюда и название бара), как говорят создатели сериала Картер Бейз и Крэйг Томас. Прообразом бара "MacLaren’s является реально существующий в Нью-Йорке бар «McGee’s». В сериале бар назван так в честь помощника Картера Бейза — Карла МакЛарена.

### Ранжит
Ранжит (англ. Ranjit, исполнитель роли — Маршалл Манеш). Водитель такси и лимузинов из Бангладеш, который возит главных героев несколько раз и один раз пьет шампанское с ними в баре МакЛаренс. Кроме того, был водителем лимузина сразу после свадьбы Маршалла и Лили. Помогает Теду устроить двухминутное свидание для Стеллы, а также возил Барни и Теда на тридцатый день рождения Тэда. Однажды Ранжит произносит аргумент в пользу уток на персидском языке, хотя в Бангладеш говорят на бенгальском. Интересно то, что актёр родился в Иране.

### Виктория
Виктория (англ. Victoria, исполнитель роли — Эшли Уильямс). Виктория работает кондитером в кондитерской Баттеркап. Она и Тед встретились на свадьбе, для которой она сделала торт, где они дают обещание, что они никогда не увидят друг друга, чтобы не погубить их воспоминания. Они не сдерживают своё обещание, и начинают встречаться. Это осложняется, когда Виктории предлагают поехать на учёбу в Германию. В конечном счете они решили, что отношения на расстоянии не работают и разошлись. В 7 сезоне Виктория возвращается. Именно она указывает Тэду, что его и Барни отношения с Робин не нормальны. Так же мы узнаем, что в скором времени Виктория выходит замуж. В 24 серии 7 сезона Виктория решает сбежать со свадьбы ради Тэда. Впоследствии они встречались 5 месяцев. Тэд сделал предложение Виктории, но она была согласна при условии, что он перестанет общаться с Робин. Но Тэд решил, что не может перестать видеться с Робин. Пара рассталась, а последними словами Виктории перед уходом были о том, что она надеется, что Тэд когда-нибудь добьется Робин.

### Стелла
Стелла (англ. Stella, исполнитель роли — Сара Чок). Стелла работает дерматологом, она сводит татуировку бабочки Теда. Тед пытается убедить её пойти с ним на свидание. Стелла сначала отказывается, потому что, должна быть сосредоточена на дочери, но, в конце концов, соглашается пойти на двухминутное свидание. Она и Тед вскоре после этого начинают встречаться. Её будущее с Тедом некоторое время намеренно оставалось нераскрытым, и даже существовало предположение, что именно она может быть возможной женой Теда (но это не так). В последнем эпизоде третьего сезона, Тед делает предложение Стелле, и она соглашается. Позже свадьба сестры Стеллы отменяется, и Тед и Стелла соглашаются взять её свадьбу на себя. В итоге Стелла бросает Теда у алтаря и возвращается к Тони, бывшему мужу и отцу её ребёнка. Появляется в девяти эпизодах четвёртого и пятого сезона сериала. Она появляется и позже, она по-прежнему с Тони, и именно он, чувствуя себя виновным за то что, увёл невесту у Теда, предлагает ему работу в университете.

### Джеймс Стинсон
Джеймс Стинсон (англ. James Stinson, исполнитель роли — Вейн Брэди). Афро-американец, брат Барни, который также любит костюмы и действует почти так же. Гей и замужем за геем, один приёмный сын и приемная дочь. Появляется в трёх эпизодах[каких?]. В 9 сезоне становится практически постоянным участником.

### Брэд
Брэд (англ. Brad, исполнитель роли — Джо Манганьелло). Друг Маршалла из юридической школы. Брэд и Маршалл начинают общаться после того, как узнают, что их обоих бросили подруги. Он также принял участие в мальчишнике Маршалла и свадьбе. Он получает кулаком в лицо от Барни, когда пытается поцеловать Робин на хоккейном матче. Появляется в пяти эпизодах сериала.

### Стюарт
Стюарт (англ. Stuart, исполнитель роли — Мэт Борен). Хороший друг Теда и Маршалла, который сопровождал их на мальчишнике Маршалла. Стюарт также женится на подруге Теда, Клаудии, но, когда Тед захотел привести гостя на их свадьбу, Клаудиа разозлилась, так как Тед в приглашении отметил, что придёт один. Невзирая на отказ Клаудии, Тед спросил у Стюарта, может ли он привести Робин на свадьбу, и Стюарт согласился. В результате этого Стюарт и Клаудиа разругались. Тед в конечном итоге пошёл на свадьбу один. Появляется в четырёх эпизодах сериала.

### Официантка Венди
Венди (англ. Wendy , исполнитель роли — Шарлин Амиа). Официантка из бара МакЛаренс. У Барни с ней были короткие отношения, и они быстро и легко расстались, хотя Барни уверен, что она пытается убить его, отравив его напитки. Также с ней целовался отец Теда.

### Пять собак Робин
Собак отправили на ферму к тетке Робин, поскольку Тед ревновал к ним. Хотя Робин навещает своих собак часто, чтобы убедиться, что они не забывают её, но и не забирает их назад, потому что она не хочет, чтобы в одной квартире было пять собак. Породы собак: Далматин, Сенбернар, Чихуахуа, Золотистый ретривер, и какой-то смешанной породы.